# (20893) Rosymccloskey
(20893) Rosymccloskey est un astéroïde de la ceinture principale d'astéroïdes.

## Description
(20893) Rosymccloskey est un astéroïde de la ceinture principale d'astéroïdes. Il fut découvert le 20 novembre 2000 à Socorro (Nouveau-Mexique) par le projet LINEAR. Il présente une orbite caractérisée par un demi-grand axe de 2,25 UA, une excentricité de 0,20 et une inclinaison de 4,9° par rapport à l'écliptique.

## Compléments